# Dino Meneghin
Dino Meneghin (* 18. ledna 1950 Alano di Piave) je bývalý italský basketbalový pivot, ve špičkové košíkové působil od roku 1966 do roku 1994.
Italským mistrem se stal v letech 1969, 1970, 1971, 1973, 1974, 1977 a 1978 s Pallacanestro Varese a 1982, 1985, 1986, 1987 a 1989 s milánskou Olimpií. Sedmkrát vyhrál Euroligu (1970, 1972, 1973, 1975, 1976, 1987 a 1988), dvakrát Pohár vítězů pohárů v basketbalu mužů (1967 a 1980) a jednou Koračův pohár (1985). V roce 1970 byl jako první Evropan v historii zařazen do draftu National Basketball Association, nikdy však v zámoří nehrál.
Je rekordmanem italské reprezentace, za kterou odehrál 271 zápasů a zaznamenal 2 947 bodů. Hrál na mistrovství světa v basketbalu mužů 1970 (4. místo) a mistrovství světa v basketbalu mužů 1978 (4. místo), na olympijských hrách 1972 (4. místo), 1976 (5. místo), 1980 (2. místo) a 1984 (5. místo) a na osmi evropských šampionátech: v letech 1971 a 1975 získal bronzovou medaili a v roce 1983 s italským týmem překvapivě zvítězil.
Získal cenu pro nejlepšího evropského basketbalistu v letech 1980 a 1983, v roce 2003 byl zařazen do Síně slávy světového basketbalu. Byl také zvolen mezi padesátku nejvýznamnějších osobností v historii Euroligy. V roce 2005 mu byl udělen Řád zásluh o Italskou republiku. V roce 2010 byl uveden do Síně slávy Mezinárodní basketbalové federace. V letech 2008–2013 zastával funkci předsedy Italské basketbalové federace.
Basketbal hrál i jeho syn Andrea Meneghin, který byl členem vítězného týmu na mistrovství Evropy v basketbale mužů 1999.